# Ltjasjen
Ltjasjen (armeniska: Լճաշեն) är en ort i Armenien. Den ligger i provinsen Gegharkunik, i den centrala delen av landet, 50 kilometer nordost om huvudstaden Jerevan. Ltjasjen ligger 1 926 meter över havet och antalet invånare är 4 182.

## Historia och arkeologi
Bosättningen är daterad till det 3:e årtusendet f.Kr.  Den har en kyrkogård från bronsåldern, en fästning från urartisk järnålder och en kyrka från 1200-talet.  Det är en viktig arkeologisk plats förknippad med Lchashen-Metsamor-kulturen.
Till de arkeologiska fynden hör de med sina 4000 år världens idag äldsta vagnar med hjul av ekträ, vilka finns att se på Historiska Museet i Armenien.

## Landskap
Terrängen runt Ltjasjen är kuperad västerut, men österut är den platt. Närmaste större samhälle är Sevan, 3,7 kilometer norr om Ltjasjen. 
Trakten runt Ltjasjen består till största delen av jordbruksmark. Runt Ltjasjen är det ganska tätbefolkat, med 72 invånare per kvadratkilometer.